# Sebastián Martínez Risco

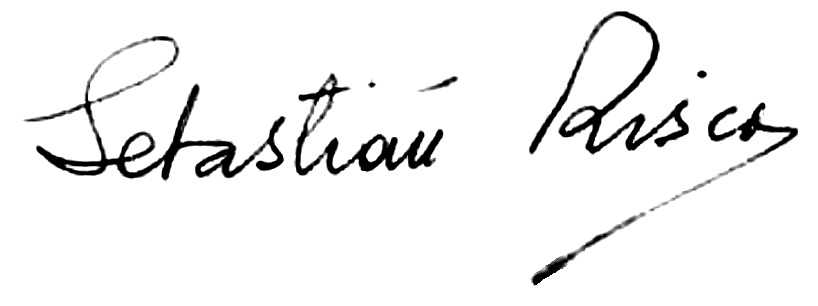
Firma de Sebastián Martínez-Risco Macías.

Sebastián Martínez-Risco Macías (Orense, 19 de enero de 1899 — † La Coruña, 24 de septiembre de 1977) fue un juez, poeta y ensayista español que escribió tanto en lengua gallega como en lengua castellana, incluido por parte de la crítica dentro de la Generación de 1925, en un grupo aparte junto con otros coetáneos que no son creadores de una poética innovadora, como pueden ser Xosé Manuel Cabada Vázquez o José María Crecente Vega.